# أبنوبا

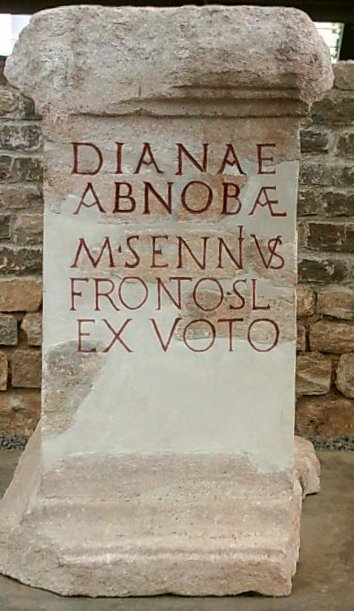
مذبح ديانا أبنوبا في بادنويلر

أبنوبا (بالإنجليزية: Abnoba)‏ ربة الغابة والنهر (منطقة الغابة السوداء) عند الرومان والكلت. ومن اسمها اشتق اسم النهر الإنكليزي آفون Avon وكثير من الأسماء الأوروبية. كما أنها ربة الصيد (شبيهة بالربة ديانا Diana عند الرومان).